# 유즈키성

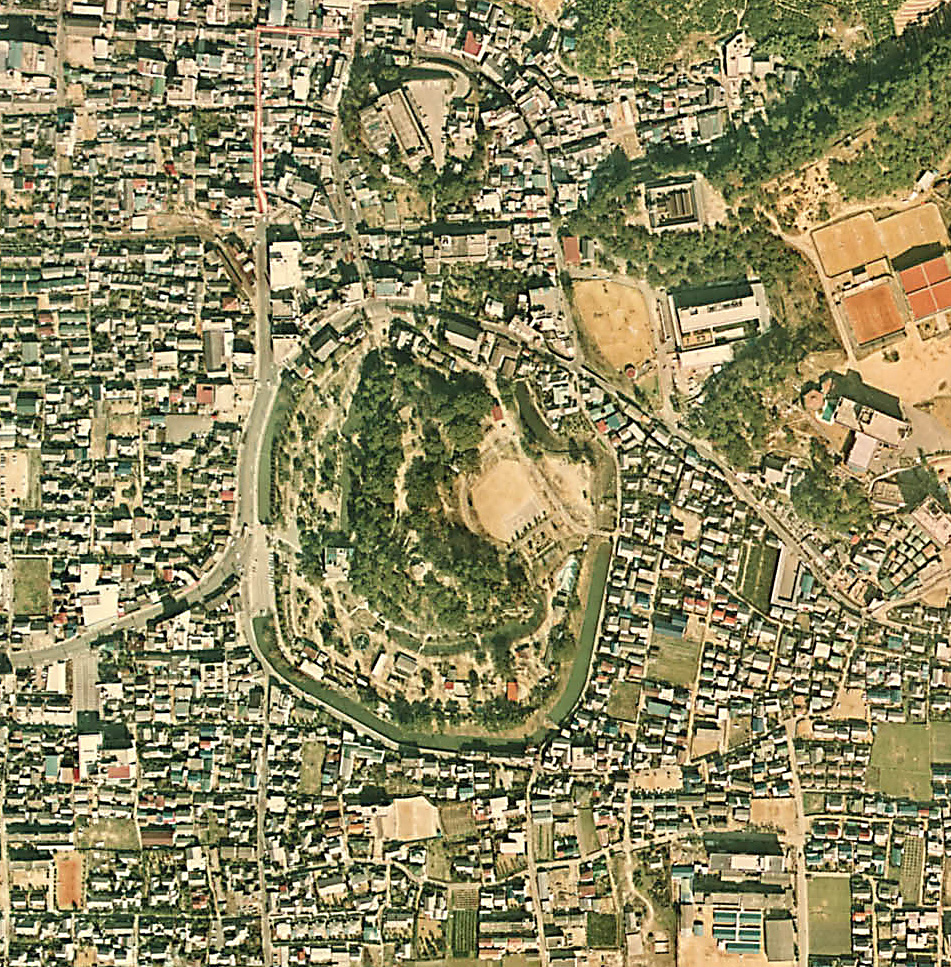
유즈키 성의 항공사진, 1974년 촬영
〈일본국토교통성〉

유즈키성(일본어: 湯築城)은 에히메현 마쓰야마시 도고 정에 있는 성이다. 현재는 현립 도고 공원으로 정비되어 있으며, 성루와 해자가 잘 보존되어 있다. 국가 지정사적이다.

## 개요
14세기 전반부터 16세기 말까지 존재했던 제곽식 평산성이다. 처음 성은 구릉지를 둘러싸고 있는 형태로 지어진 토성이다. 성이 축성될때에는 구릉지에 해자를 조성한 산성이었지만, 점차 성의 외측에 해자를 조성하고 그 주변에 가신들의 저택을 배치함으로써 점차 평산성의 모습을 띠게 되었다. 공원으로 조성된 유즈키 성터의 규모는 동서로 300m, 남북으로 350m된 원형 형태를 띠고 있고, 면적은 8만6천 평방미터이다. 에도 시대에 그려진 지도를 통해 공원의 동쪽이 성의 정문이었던 것으로 추측된다. 공원 서쪽으로는 마쓰야마 번의 번청이였던 마쓰야마 성이 있다.

## 역사
남북조 시대 ~ 무로마치 시대
겐무 연간(1334년 ~ 1338년) 이요 국 슈고 고노 미치모리가 축성했을 것으로 추측하고 있다. 미치모리는 북조에 가담하여 남조에 가담한 주변 호족을 제압하였다. 1364년 아와 국 슈고 호소카와 가문이 이요를 둘러싸고 개입하였고, 고노 가문의 내분도 있어 에료 성으로 퇴각하였다. 하지만, 다음해 성을 되찾았으며 호소카와 가문을 이요에서 몰아내 지배권을 확고히 다졌다. 이후 오닌의 난에 참전하여 점차 세력이 약화되어 갔다.
센고쿠 시대 ~ 아즈치모모야마 시대
1535년 무렵 고노 미치나오가 성주변에 바깥 해자를 조성하였다. 고노 미치나오는 아들이 없었기 때문에 주변 유력호족 무라카미 미치야스를 사위로 맞아 세력회복을 꾀하지만, 가신의 반발과 주변 인척의 반발로 구루지마 성으로 퇴거하였다. 이후 다시 세력을 만회하지만, 이미 고노 가문의 지배력은 와해된 이후였다. 1581년 도사 국의 조소카베 모토치카가 시코쿠 통일을 목표로 공격해왔고, 고노 가문은 조소카베 가문에 종속하였다. 하지만, 얼마 지나지 않아 1585년 시코쿠 정벌에서 고바야카와 다카카게의 공격을 받고 유즈키 성이 함락되었다. 얄궂게도 고바야카와 군의 선봉은 구루지마 가문이 맡았다. 시코쿠 정벌의 공으로 이요는 고바야카와 다카카게의 손에 들어왔지만, 곧이어 벌어진 규슈 정벌 공으로 다카카게는 지쿠젠, 지쿠고, 히젠 1군 37만여 석에 입봉되어 나지마 성으로 거처를 옮겼다. 이를 대신하여 후쿠시마 마사노리가 이요 국 이마바리 11만석의 영지를 받아 유즈키 성에 입성하였다. 하지만, 마사노리는 고쿠부 성을 본성으로 삼았고, 유즈키 성은 폐성되었다.
메이지 시대 이후
- 1886년(메이지 19년) 도고 식물원이 조성되었다.
- 1888년(메이지 21년) 식물원을 폐원하고 현립 도고 공원으로 정비되었다.
- 1953년(쇼와 28년) 에히메 현립 도고 동물원 개원
- 1987년(쇼와 62년) 공원 남쪽의 동물원을 폐원하고 1988년 유즈키 성 발굴조사가 시작되었다.
- 1998년(헤세 10년) ~ 2001년(헤세 13년)에 걸쳐 무가저택 및 토담 등을 복원 정비하였다.
- 2002년(헤세 14년) 국가 사적으로 지정되었다.
- 2006년(헤세 18년) 4월 6일 100대 명성에 선정되었다.

## 관광
교통
- JR 시코쿠 마쓰야마 역에서 하차후 이요 철도 시내전차〈도고 온천행〉으로 환승 〈도고 공원역〉에서 하차

주변 문화시설 및 광관명소
- 유즈키 성 자료관
- 에히메 현립 박물관
- 도고 온천
- 마쓰야마 성

## 같이 보기
- 마쓰야마 성
- 미나토야마 성

## 참고 문헌
- 가와오카 쓰토무, 시마즈 도요유키《湯築城と伊予の中世(유즈키 성과 이요의 중세)》 소후샤 2004년 ISBN 4-86037-039-2